# Jardín Botánico Wilson y Estación Biológica Las Cruces
El Jardín Botánico Wilson es un jardín botánico que se encuentra en la Estación Biológica Las Cruces, que forma parte de la Reserva de la Biosfera La Amistad que comprende 475.000 hectáreas de reservas y zonas de bosque tropical preservado, centradas en el sur de la Cordillera de Talamanca, en el Pacífico sur de Costa Rica. Está administrado por la Organización para Estudios Tropicales (OET), 

## Localización
Se encuentra en la zona sur de Costa Rica, en San Vito del cantón de Coto Brus, Puntarenas, Costa Rica.

## Historia
Este jardín botánico fue fundado en el año 1963, por Robert y Catherine Wilson, y actualmente es el jardín botánico más importante de Costa Rica. El matrimonio Wilson fueron antiguos dueños del "Fantastic Gardens de Miami".  Su diseño tuvo una importante influencia del artista y paisajista brasileño Roberto Burle Marx.

## Colecciones
Este jardín botánico alberga a más de 1000 géneros de 212 familias de plantas tropicales y subtropicales tanto de Costa Rica como de otras partes del mundo, que son raras o se encuentran amenazas.
El jardín botánico también exhibe de cara al público visitante colecciones de:
- Helechos
- Bromelias
- Jengibres
- Heliconias
- Araceas
- Marantas
- Alocasias
- Palmas

Las colecciones se encuentran dispuestas en bancales que rodean una colina con senderos de paseo y con vistas de los campos circundantes.

## Equipamientos
Dentro de la estación biológica y próximo al jardín botánico  se encuentran:
- Albergue
- Bed & Breakfast
- Lodge
- Estación científica
- Restaurante
- Sala de conferencias

## Actividades
En esta Estación Biológica y Jardín Botánico se promociona el desarrollo de una conciencia científica y ambiental, con respecto a la Naturaleza y Ambiente de Costa Rica, mediante actividades educativas y de investigación científica, senderismo, y diversos cursos para universitarios y graduados de todo el mundo.
Está administrado por la Organización para Estudios Tropicales ('OET), que es una sociedad sin ánimo de lucro, formada por unas 65 universidades y centros de investigación de todo el mundo. 
La OET fue fundada en 1963 y actualmente administra tres estaciones biológicas en Costa Rica: La Selva, Las Cruces y Palo Verde.

## Transporte
Taxi Golfito 4x4 brinda servicio 4x4 todo terreno desde el Aeropuerto de Golfito hacia San Vito  teléfono (506) 8535 1645. El servicio urbano de auto bus entre San Vito y La Copa para al frente de la entrada principal.